# Aristolochia silvatica
Aristolochia silvatica är en piprankeväxtart som beskrevs av João Barbosa Rodrigues. Aristolochia silvatica ingår i släktet piprankor, och familjen piprankeväxter. Inga underarter finns listade i Catalogue of Life.